# Ketimine

Algemene structuurformule van een ketimine.

Een ketimine is in de organische chemie een stofklasse, met als algemene formule R1R2C=N-R3, hierbij zijn de groepen R1 en R2 geen waterstof atomen. De benaming ketimine is een samentrekking van keton en imine. Ketimines worden gevormd door de condensatiereactie van een primair amine met een keton. Een voorbeeld is de condensatie van aceton met aniline tot een ketimine:

## Biochemie
Ketimines komen voor bij de afbraak van aminozuren als intermediairen in de deaminatie stap.
- De dehydrogenatie van glutalmaat tot alfa-ketoglutaraat. {\displaystyle {\ce {Glutamaat + NAD(P)+ <=> Ketimine-intermediair + NAD(P)H +H+}}}

{\displaystyle {\ce {Ketimine-intermediair + H2O <=> Alfa-ketoglutaraat + NH4+}}}
- De algemene degradatie van aminozuren door aminotransferasen met pyridoxaalfosfaat (PLP) als prosthetische groep. Om de stikstof te verwijderen vormt het aminozuur met PLP een Schiffse-base, na protonatie wordt een ketimine gevormd. Bij toevoeging van water verlaat het aminozuur PLP als een ketozuur en blijft de stikstof achter op het PLP.